# Aquilegia colchica
Aquilegia colchica là một loài thực vật có hoa trong họ Mao lương. Loài này được Kem.-Nath. mô tả khoa học đầu tiên năm 1934.